# 新亞歷山德里夫卡 (北頓涅茨克區)
48°36′56″N 38°25′42″E / 48.61556°N 38.42833°E
新亚历山德里夫卡（烏克蘭語：Новоолександрівка）是位於烏克蘭東部的村莊，由盧甘斯克州北顿涅茨克区的波帕斯纳市镇負責管轄。該村始建於1900年，面積2.47平方公里，海拔高度179米，2001年人口124，人口密度每平方公里50.2人。